# Монтебело (Кунео)
Монтебело је насеље у Италији у округу Кунео, региону Пијемонт.
Према процени из 2011. у насељу је живело 47 становника. Насеље се налази на надморској висини од 275 м.